# 语言学校
語言學校是指讓人類學習語言的地方，语言学校的組織形式有當地學校、在國外設立的學校、以及補習班。學習語言有助於溝通，了解他國文化之美和促進國際間的交流。

## 定義
語言學校可分為：設立在自己國家的語言學校，設立在外國的語言學校。

### 設立在自己國家的語言學校
而設立在自己國家的語言學校又可分為：國外大學到其他國家設立的，當地大學附設的語言學校，當地私人機構自己設立的。

#### 國外大學到其他國家設立的
目前國外有許多大學為了要招攬學生至他們國家就讀，因此在當地設立語言學校。如美國的大學在台灣的某地設立語言學校。

#### 當地大學附設的語言學校
國內各大學附設的語言學校，通常附設在各大學的教育推廣部下。

#### 當地私人機構自己設立的
國內當地私人機構自己設立的語言學校，坊間稱為補習班。

### 設立在外國的語言學校
而設立在外國的語言學校又可分為：國外大學附設的語言學校，國外私人機構自己設立的。

#### 國外大學附設的語言學校
國外大學附設的語言學校，有些想留學但語言能力不足的學生以條件式入學的方式進入該校的語言學校先修。有些想語言遊學的學生也會到國外的語言學校就讀。

#### 國外私人機構自己設立的
國外私人機構自己設立的語言學校，坊間稱為補習班。